# صلاح المرزوق
صلاح المرزوق (بالإنجليزية: Salah Al-Marzouq) هو لاعب كرة يد كويتي وُلد في 9 مارس 1970. شارك في الألعاب الأولمبية الصيفية 1996.
كما فاز بالميدالية الفضية في كرة اليد في دورة الألعاب الآسيوية 2002.

## وصلات خارجية
- Salah Al-Marzouq على موقع أوليمبيديا (الإنجليزية)